# Cabombaceae
Cabombaceae, manja porodica dvosupnica u redu Nymphaeales kojoj pripada šest poznatih i priznatih živih vrsta. Ime porodice došlo je po rodu kabomba (Cabomba). Postoji šest vrsta vodenih trajnica, od kojih samo jedna čini monotipski rod brazenija (Brasenia) koji je prisutan na svim kontinentima, dok rodu kabomba pripada ostalih pet vrsta. Rod kabomba autohtonm je u Americi, često se koristi u akvaristici kao ornamentalna biljka, pa je introduciran u mnoge druge zemlje.
Pluricarpellatia peltata je fosilna vrsta s područja današnjeg sjeveroistočnog Brazila

## Rodovi
1. genus: Brasenia Schreb.
2. genus: Cabomba Aubl.
3. †genus Pluricarpellatia Mohr et al. 2008[2]

- Brasenia schreberi
- Cabomba aquatica